# Louis Gentil (militaire)
Pour les articles homonymes, voir Louis Gentil et Gentil.
Louis Gentil, né le 21 mai 1896 à Saint-Étienne et mort le 8 avril 1945 au camp de concentration de Dora, est un militaire et résistant français, compagnon de la Libération. Vétéran de la Grande Guerre, polytechnicien et spécialiste de l'artillerie, il intègre la résistance française lors de la Seconde Guerre mondiale. Arrêté pour ses activités clandestines, il est envoyé en Allemagne où il meurt en déportation.

## Biographie

### Jeunesse et engagement
Louis Gentil naît le 21 mai 1896 à Saint-Étienne d'un père officier. Suivant les affectations de ce dernier, il effectue ses études secondaires à Paris au lycée Montaigne, à Lyon puis à Grenoble au lycée Champollion. Préparant le concours d'entrée à l'école polytechnique, il décide de stopper ses études pour participer à la Grande Guerre.

### Première Guerre mondiale
Engagé le 22 janvier 1915 pour la durée de la guerre, il est incorporé au 2e régiment d'artillerie de campagne. Promu brigadier le 20 mai 1915, il passe dès le lendemain maréchal des logis et devient élève officier de réserve. Le 8 août 1915, il est muté au 5e régiment d'artillerie de campagne et promu aspirant le même jour. Suivant son régiment lors des batailles de Champagne, de Verdun et de la Somme, il est promu sous-lieutenant en avril 1916 et lieutenant en avril 1918.

### Entre-deux-guerres
Le 13 novembre 1919, il intègre l'école polytechnique en souscrivant en engagement de huit ans avec effet rétroactif à la date de son incorporation en 1915. Il entre ensuite à l'école militaire d'artillerie de Fontainebleau le 1er septembre 1921 avant d'être affecté au 32e régiment d'artillerie de campagne. Il reste cependant à l'école d'artillerie en position de détachement et, promu capitaine, il fait partie de l'État-major particulier de l'école.
Le 1er septembre 1928, il entre comme stagiaire à l'école supérieure technique de l'artillerie (ESTA) où il obtient la première place du brevet technique puis il est muté à l'atelier de construction d'artillerie de Bourges le 1er octobre 1929,. Il retourne à l'ESTA en 1931 en tant que professeur-adjoint avant de rejoindre la section technique de l'artillerie au ministère de la guerre en avril 1933. Promu chef d'escadron le 21 décembre suivant, il entre à l'inspection des forges de la direction de la fabrication d'armements de Paris. Le 22 mars 1934, il est affecté au 93e régiment d'artillerie à Grenoble avant de retrouver la section technique en juin 1936. En octobre 1938, il est envoyé en mission technique en Tchécoslovaquie alors que le Troisième Reich vient de s'emparer des Sudètes. Promu lieutenant-colonel, Louis Gentil rentre en France en 1939 et est chargé de former et commander le 68e régiment d'artillerie à pied à Toul.

### Seconde Guerre mondiale
Brièvement confronté aux troupes allemandes en Alsace pendant la drôle de guerre à l'hiver 1939-1940, Louis Gentil est ensuite rappelé au ministère de la guerre où il apprend l'armistice du 22 juin 1940. Désireux de poursuivre la lutte et partisan de la France Libre, il décide cependant de rester en activité au sein de l'armée d'armistice du régime de Vichy afin de profiter de ses connaissances et de ses réseaux pour préparer la résistance et la libération. Posté à Chamalières, il est chargé d'organiser le service du matériel de la nouvelle armée de Vichy. En octobre 1942, il devient adjoint à la direction de l'artillerie à Clermont-Ferrand et prend en charge un important parc de matériels. Dès lors, il commence ses activités clandestines en profitant de sa position pour saboter du matériel lourd et établir des caches secrètes d'armes individuelle au profit de la résistance.
Au printemps 1943, il est placé en congé d'armistice et, désireux de commander et combattre au sein d'une unité d'artillerie, tente sans succès de rejoindre les forces françaises libres à Londres ou en Afrique du Nord. Il entre alors en contact avec la Confrérie Notre-Dame à qui il fournit de précieuses informations. Il intègre également le réseau Gallia d'Henri Gorce-Franklin dont il devient le premier adjoint. Le 20 septembre, Gentil, promu colonel, se rend à Londres où il signe officiellement son engagement dans la France Libre. En avril 1944, il prend la tête du réseau Darius-nord qui remplace Gallia dans la région parisienne.
Le 24 mai 1944, il est arrêté à Paris alors qu'il devait se rendre à Londres quelques jours plus tard. Gardant le silence, il empêche l'arrestation d'autres membres et le démantèlement du réseau. Il est incarcéré à la prison de Fresnes puis, le 15 août 1944, prend place à bord du convoi des 57000 qui le conduit vers l'Allemagne. Après un passage au camp de concentration de Buchenwald, il est envoyé au camp de Dora où il doit travailler sur les chaînes de montagne des bombes volantes V1. Toujours imprégné d'un esprit de résistance, il parvient à saboter des V1 et est interné à la prison de Nordhausen. Il tombe alors gravement malade et est transféré à l'infirmerie de Dora en mars 1945. Le 8 avril 1945, alors que la France Libre l'a promu général de brigade une semaine auparavant, il succombe à sa maladie.

## Décorations
|  |  |  |
|  |  |  |

| Officier de la Légion d'honneur | Officier de la Légion d'honneur | Officier de la Légion d'honneur | Compagnon de la Libération          | Compagnon de la Libération          | Compagnon de la Libération          | Croix de guerre 1914-1918                   | Croix de guerre 1914-1918                   | Croix de guerre 1914-1918                   |
| Croix de guerre 1939-1945       | Croix de guerre 1939-1945       | Croix de guerre 1939-1945       | Médaille de la Résistance française | Médaille de la Résistance française | Médaille de la Résistance française | Commandeur de l'Ordre de Léopold (Belgique) | Commandeur de l'Ordre de Léopold (Belgique) | Commandeur de l'Ordre de Léopold (Belgique) |

## Hommages
- À Clermont-Ferrand, le quartier Louis Gentil abrite l'État-major de la 13e base de soutien du matériel. Au sein de ce quartier baptisé en son honneur, son nom figure également sur un monument commémoratif ainsi que sur une plaque apposée au bâtiment administratif[5],[6].
- Aux Mollettes, en Savoie, son nom est inscrit aux monument aux morts de la commune[7].
- À Paris, il est mentionné sur le monument commémoratif de l'école polytechnique situé dans l'ancienne enceinte de l'école, aujourd'hui ministère de l'enseignement supérieur[8].
- À Lagny-sur-Marne, son nom figure sur un monuments aux morts de tous les conflits, dans le cimetière communal[9].
- À Palaiseau, dans l'enceinte actuelle de l'école polytechnique, son nom figure sur le nouveau monument aux morts de l'école[10].